# 4474 Пруст
4474 Пруст (енгл. 4474 Proust) је астероид главног астероидног појаса чија средња удаљеност од Сунца износи 3,186 астрономских јединица (АЈ).
Апсолутна магнитуда астероида је 12,4.